# اچ‌ام‌اس تونانت (۱۷۹۸)
اچ‌ام‌اس تونانت (۱۷۹۸) (به انگلیسی: HMS Tonnant (1798)) یک کشتی بود که طول آن ۱۹۴ فوت ۲ اینچ (۵۹٫۲ متر) بود. این کشتی در سال ۱۷۸۹ ساخته شد.